# Laarne
Laarne ist eine belgische Gemeinde in der Region Flandern. Sie liegt in der Provinz Ostflandern und gehört zum Arrondissement Dendermonde. Die Gemeinde hat 12.532 Einwohner (Stand 1. Januar 2024) und eine Fläche von 32,07 km². Neben dem Hauptort gehört noch der Ortsteil Kalken zu der Gemeinde.
Gent liegt 9 Kilometer  westlich, Aalst 15 km südöstlich, Dendermonde 19 km östlich, Brüssel 42 km südöstlich und Antwerpen 44 km nordöstlich.
Die nächsten Autobahnabfahrten befinden sich bei Heusden nur wenige Kilometer westlich am östlichen Genter Autobahnring, bei Beervelde im Norden an der A14/E 17 und bei Wetteren im Süden an der A10/E 40.
In  Wetteren und Melle befinden sich die nächsten Bahnhöfe und in Gent halten auch überregionale Schnellzüge.
Nahe der Hauptstadt Brüssel gibt es einen internationalen Flughafen.

## Bilder

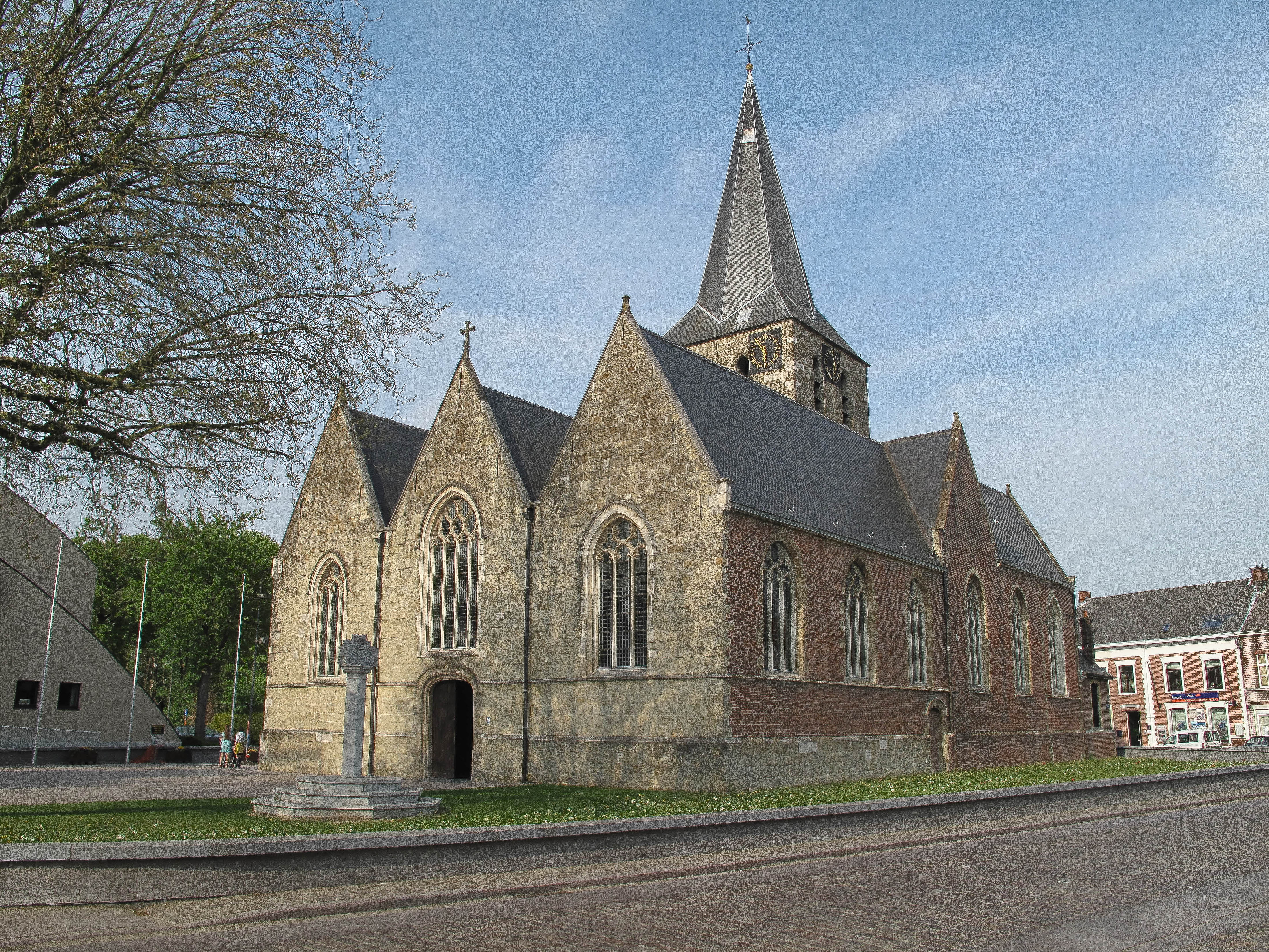
Laarne, Kirche: de Sint Machariuskapel
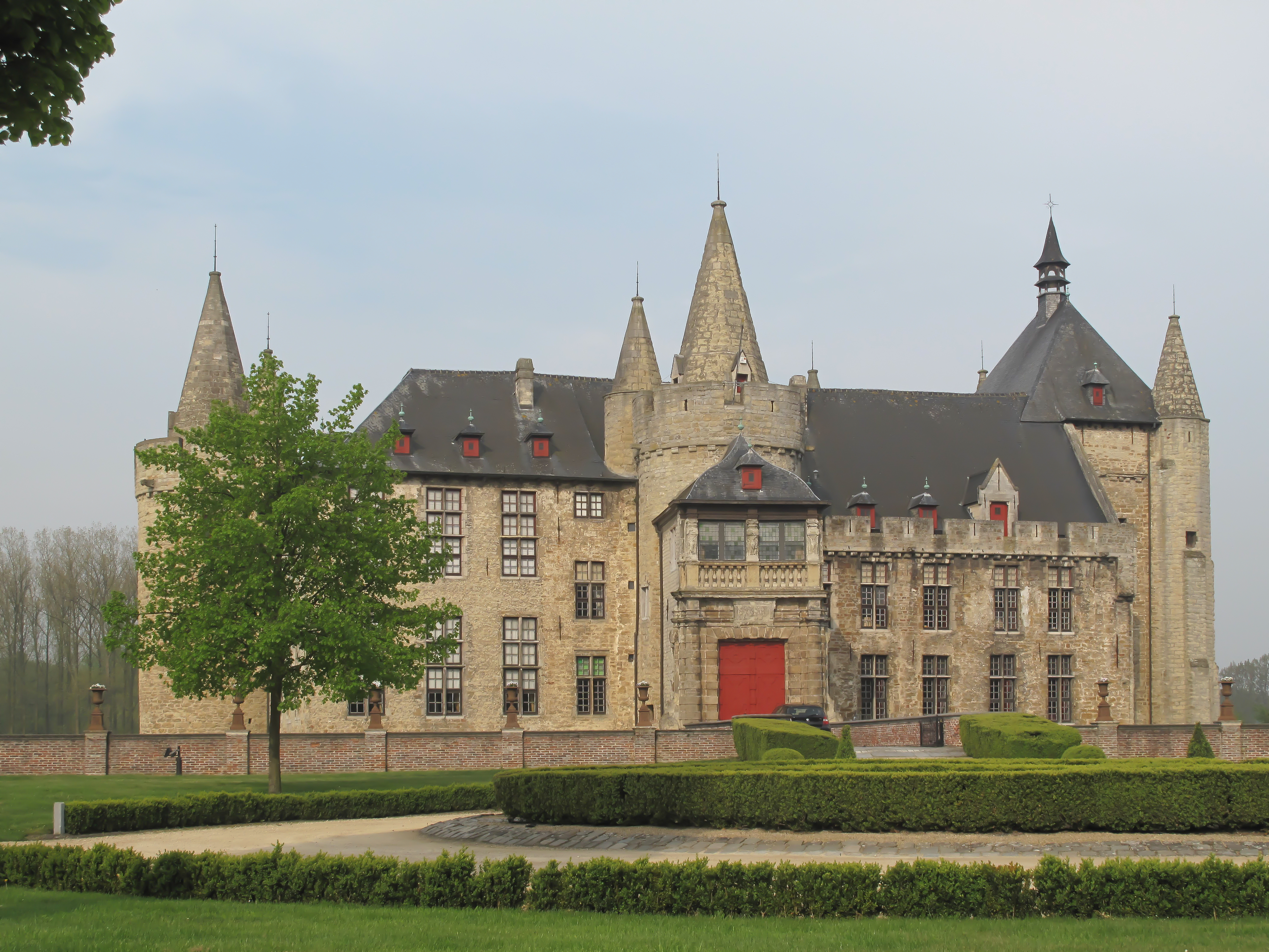
Schloss Laarne
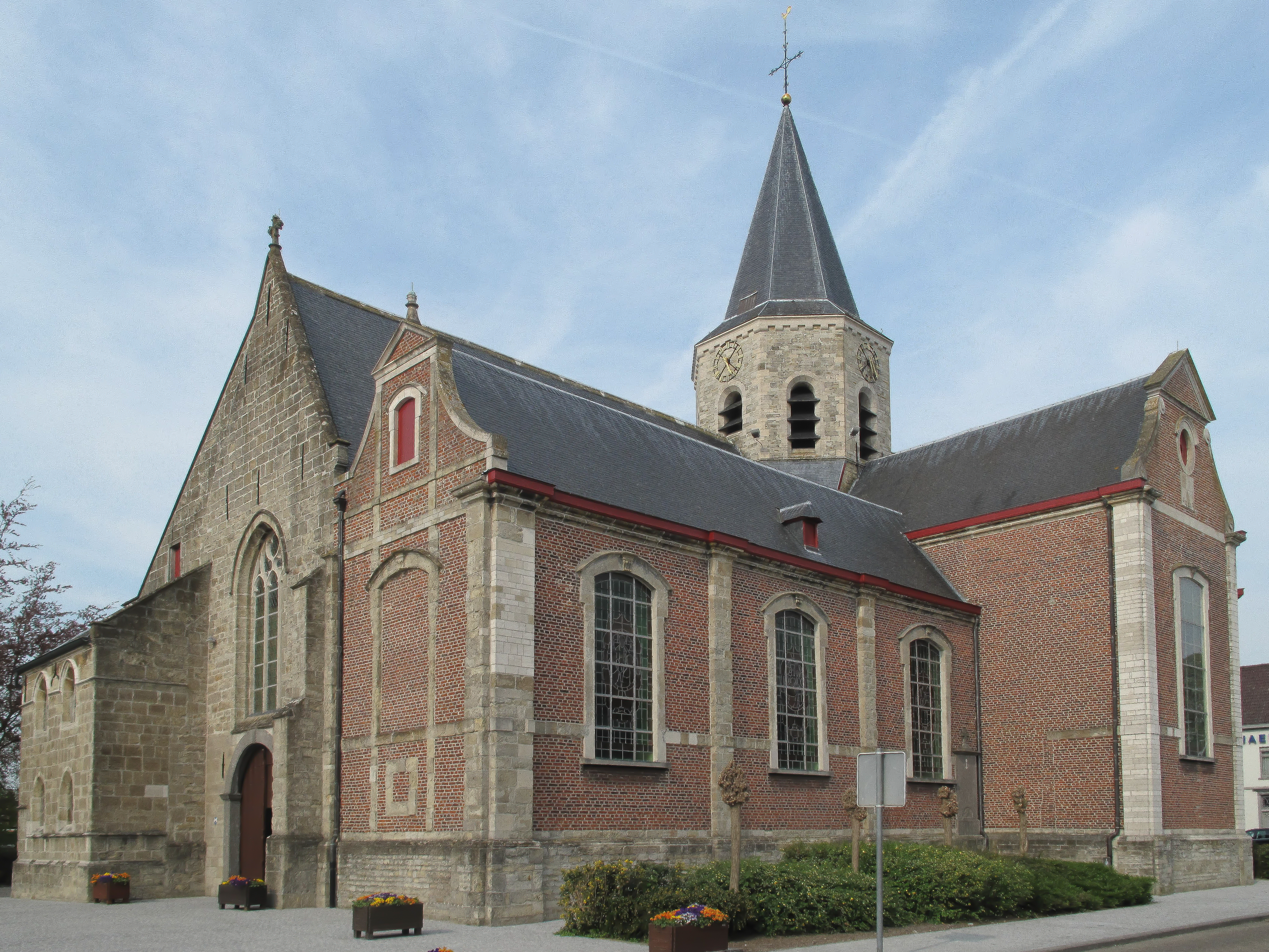
Kalken, Kirche: de parochiekerk Sint Denijs

## Persönlichkeiten
- Bernard Van Rysselberghe (1905–1984), Radrennfahrer
- Albert Van Damme (* 1940), Radrennfahrer
- Leopold Van den Neste (1942–2006), Radrennfahrer
- Emly Starr (* 1957), Sängerin